# ISO 3166-2:SL
ISO 3166-2:SL è uno standard ISO che definisce i codici geografici delle suddivisioni della Sierra Leone; è un sottogruppo dello standard ISO 3166-2.
I codici, assegnati alle quattro province e all'area della capitale Freetown di cui è costituito il paese, sono formati da SL- (sigla ISO 3166-1 alpha-2 dello Stato), seguito da una lettera.

## Codici
| Codice | Provincia                |
| ------ | ------------------------ |
| SL-W   | Area Occidentale         |
| SL-E   | Provincia dell'Est       |
| SL-N   | Provincia del Nord       |
| SL-NW  | Provincia del Nord Ovest |
| SL-S   | Provincia del Sud        |